# عبده الحامولي
عبده الحامولي (1836 - 12 مايو 1901) هو مغني مصري، ومجدد في الموسيقى العربية، وأبرز اسم في عالم الطرب في القرن التاسع عشر امتد أثره إلى مطربي القرن العشرين.

## حياته
ولد عبده بقرية الحامول التابعة لمركز منوف بمحافظة المنوفية سنة 1262 هـ / 1836، ذاع صيته فانتقل للقاهرة حيث التقى مصادفة شاكر أفندي الحلبي أحد حفظة الأدوار والموشحات، فتلقى على يديه أصول الغناء، وحقق شهرة واسعة في عالم الغناء، وكوّن تختا موسيقيا خاصا به، وتولّى محمد عثمان والشيخ محمد عبد الرحيم المسلوب مهمة تلحين أغانيه. عندما سمعه الخديوي إسماعيل أُعجب به وألحقه بحاشيته، واصطحبه إلى الآستانة، وبذلك تهيّأت له فرصة الاستماع إلى الموسيقى التركية، واستطاع أن يقدّم ألحانا تجمع بين المزاج المصري والمزاج التركي وتحمل الطابع الشرقي. وفي عام 1901 وقبل وفاته بأسابيع، سجّل بعض أعماله على أسطوانات شمعية، إلّا أنّ رداءتها لم تسمح بانتشار واسع لها. وقد بقي عدد من هذه التسجيلات حتّى اليوم، أرتبط اسمه بالمطربة ألمظ التي تزوجها وقدّما ثنائيا ناجحا ذاع صيته.

## مسيرته
استخدم مقامات لم تكن موجودة في مصر كالحجاز كار والنهاوند والكرد والعجم. و عِرف عنه رقيه في اختيار الكلمة، ويكفي أنه بعكس مطربي زمانه تعاون مع كبار رجال الدولة الذين يكتبون الشعر أمثال محمود سامي البارودي، وإسماعيل صبري باشا، والشيخ عبد الرحمن قراعة مفتي مصر في ذاك الوقت، وعائشة التيمورية. كما طلب من بعض الشعراء والمثقفين ترجمة مجموعة من الأغاني التركية إلى اللغة العربية، وهو من أوائل من لحّن القصيدة التقليدية مثل «أراك عصي الدمع» لأبي فراس الحمداني.
ورغم أن تراثه الغنائي ينتمي إلى القرن التاسع عشر إلا أن تأثيره كان قويا على كل مطربي العقدين الأولين في القرن العشرين أمثال صالح عبد الحي ويوسف المنيلاوي وعبد الحي حلمي وسلامة حجازي. اشترك بالغناء في فرقة أبو خليل القباني المسرحية، وتزوج من المطربة سكينة الشهيرة «بألمظ».

## أعماله
- الله يصون دولة حسنك
- كأدنى الهوى
- متع حياتك بالأحباب
- أنت فريد في الحسن
- كنت فين والحب فين

## أعلام

### في السينما والتلفزيون
قدّمت السينما المصرية في الستينات فيلما بعنوان ألمظ وعبده الحامولي قام ببطولته المطرب عادل مأمون بدور عبده الحامولي والمطربة وردة الجزائرية بدور ألمظ. لكن الفيلم أسقط الأعمال الفنية ولم يهتم بها كثيراً بل أسند إلى البطلين أداء ألحان جديدة مما أفقد المضمون كثيراً من محتواه التراثي ولم يلاقي الفيلم استحسان الجمهور. كما أنتج مسلسلا تلفزيونيا تطرٌق لسيرة الثنائي بعنوان بوابة الحلواني (مسلسل). وقام بالدورين كل من شيرين وجدي وعلي الحجار.

### في الموسيقى
ظهرت ألحان وأغاني عبده الحامولي للوجود مرة أخرى بعد وفاته بنحو سبعين عاما عن طريق فرقة الموسيقى العربية التي أنشأها في القاهرة عبد الحليم نويرة عام 1967 وطُبعت تلك الألحان على أسطوانات من جديد ولاقت قبولا كبيرا.